# Paroctopus mercatoris
Paroctopus mercatoris is een inktvissensoort uit de familie van de Octopodidae. De wetenschappelijke naam van de soort werd voor het eerst geldig gepubliceerd in 1937 door Adam als Octopus mercatoris.